# Entsū-in (Matsushima)
Le Entsū-in (円通院) est un temple de l'école Myōshin-ji du bouddhisme zen Rinzai situé dans la ville de Matsushima, préfecture de Miyagi au Japon. Il est fondé près du Zuigan-ji en l'honneur du petit-fils de Date Masamune. Son mausolée de 1647, décoré de motifs inspirés par les contacts avec l'Occident est désigné bien culturel important. Il existe également un jardin japonais attribué à Kobori Enshū. 

## Bâtiment principal
Le bâtiment principal qui possède un toit à croupe couvert de chaume est connu comme le Daihitei (大悲亭, lit. « grande maison triste »). Il a été démonté et déplacé d'Edo. À l'intérieur est vénérée une statue (époque Muromachi) de Kannon assise sur un trône de lotus. Faite de bois de cyprès du Japon et réalisée avec la technique yoseki-zukuri, elle est dorée sur laque,

## Mausolée
Le Tamaya (霊屋) de trois baies ou mausolée de Date Mitsumune, petit-fils de Date Masamune, est construit en 1647 et désigné bien culturel important,. À l'intérieur, la décoration comprend des piques, des cœurs, des carreaux, des trèfles, des roses et d'autres fleurs occidentales. Le Tamaya a été endommagé par le séisme de 2011 de la côte Pacifique du Tōhoku.

## Jardins

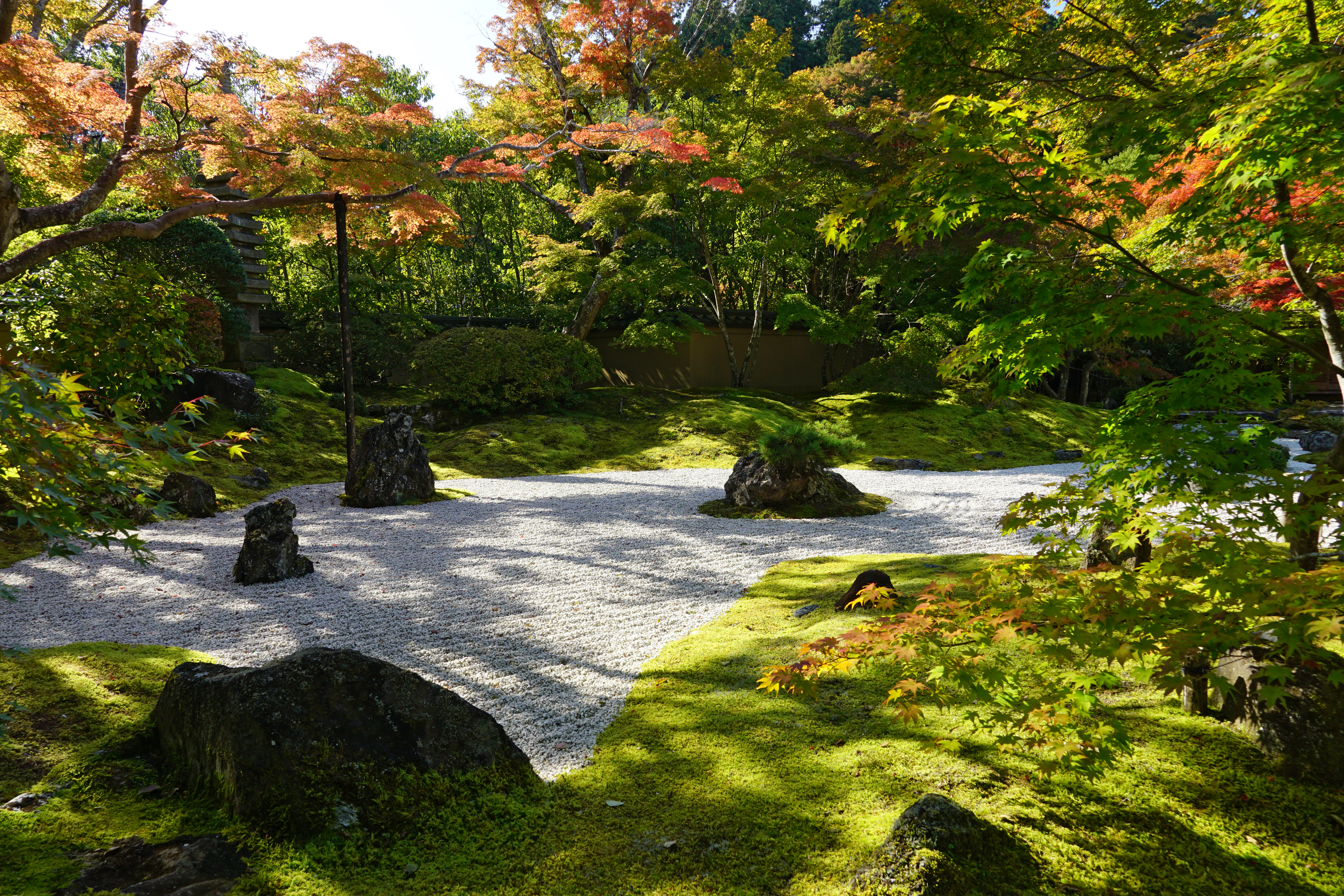
Jardin karesansui.

Les jardins du Entsū-in sont divisés en quatre domaines : un jardin karesansui ; un jardin de mousse autour d'un étang reprenant la forme du cœur (心), attribué à Kobori Masakazu ; un jardin de roses inspiré par la rencontre de Date avec l'Occident chrétien et un peuplement naturel de cryptomeria. À l'automne, le temple est célébré pour ses momiji,.

## Pèlerinage
L'Entsū-in est le premier des trente-trois temples du pèlerinage Kannon de Sanriku.